# 金阳南路站
金阳南路站是贵阳轨道交通2号线的地铁车站，位于中华人民共和国贵州省贵阳市观山湖区金阳南路与北京西路交叉口北侧，于2021年4月28日开通。

## 车站结构
金阳南路站沿金阳南路呈南北向设置，为地下二层岛式站台车站，车站长198.9米，车站地下一层为站厅层，地下二层为站台层。
| 地面              | 出入口 | A、B、C、D出入口                                                                                            |
| 地下一层          | 站厅   | 客服中心、自动售票机、验票机                                                                                |
| 地下二层          | 站台   | \| \| \| █ 2号线往白云北路（金阳医院） \| \| 島式 · 開左邊车门 \| \| \| \| \| \| █ 2号线往中兴路（茶园） \| |
|                   |        | █ 2号线往白云北路（金阳医院）                                                                               |
| 島式 · 開左邊车门 |        | |
|                   |        | █ 2号线往中兴路（茶园）                                                                                     |

## 车站出口
金阳南路站共有4个出入口，各出口及周围设施如下所示：
| 编号                                  | 出入口信息                                       | 照片 | 无障碍设施 |
| ------------------------------------- | ------------------------------------------------ | ---- | ---------- |
| A出口 · 出口 · 上海地铁无障碍电梯标志 | 金阳南路，金清大道，印象城购物中心               |      |            |
| B出口 · 出口                          | 金阳南路，北京西路，观山湖行政中心，世纪城龙佑苑 |      | 不適用     |
| C出口 · 出口 · 上海地铁无障碍电梯标志 | 金阳南路，龙瑞路，世纪城龙瑞苑                   |      |            |
| D出口 · 出口                          | 金阳南路，中铁逸都国际G区                        |      | 不適用     |
| 注： 设有                             |                                                  |      |            |

## 接驳交通

### 公交车
- 北京西路(西)：62路，77路，91路，100路，217路，217路大站快车，223路，226路，227路大站快车，291路，303路，801路，B224路，观山6路区间车，观山6路全程车，观山8路，观山8路大站快车
- 龙泉苑街口：47路，77路，91路，95路，100路，101路，217路，217路大站快车，237路，291路，303路，688路，801路，K237路大站快车，观山6路区间车，观山6路全程车，观山8路，观山8路大站快车

## 车站历史
本站建设时期工程名为长岭路站，开通前正式命名为金阳南路站，站名来自车站所处的金阳南路。
- 2017年4月8日，车站主体结构封顶[3]。
- 2021年4月28日，车站随2号线工程通车开通[1]。